# 千阳县各级文物保护单位列表
以下为陕西省宝鸡市千阳县各级文物保护单位列表。

## 陕西省文物保护单位
- 西沟遗址
- 邓家堡遗址
- 前川遗址
- 丰头遗址
- 毗田卢寺村遗址
- 新民遗址
- 望鲁台遗址
- 尚家岭遗址